# Nely Carla Alberto
Nely Carla Alberto (født 2. juli 1983 i San Sebastián) er en spansk tidligere håndboldspiller, som spillede en række spanske og franske klubber og Spaniens kvindelandshold.
Hun var med til at vinde bronze ved VM 2011. Hun var desuden med for Spanien ved OL 2012 i London, hvor holdet i semifinalen tabte til Makedonien, men efterfølgende sikrede sig bronzen med sejr over Sydkorea, mens Makedonien fik sølv efter finalenederlag til Norge. Ved OL 2016 i Rio de Janeiro blev spanierne med Alberto nummer seks.